# Integrità (etica)
L'integrità è un requisito etico dell'umanesimo filosofico per il massimo accordo possibile tra i propri ideali e valori e l'applicazione degli stessi nella vita reale.

## Integrità personale
L'integrità personale è l'osservanza del sistema di valori personali rispetto al proprio linguaggio e alle proprie azioni. Il sistema di valori si basa sull'etica basata su religione, politica o umanesimo. Una persona integra vive e agisce nella consapevolezza che le sue convinzioni personali, le sue norme e i suoi valori sono espressi nel suo comportamento. L'integrità personale è stata contrassegnata come lealtà verso se stessi. Ma rispetta anche l'integrità e la dignità degli altri e si sforza di non violarle. Contrariamente all'integrità, la corruzione si riferisce a chi si comporta non seguendo i propri valori e principi, ma intimidazioni e/o tentazioni veicolate attraverso influenze esterne.
Il termine "integrità" è complesso e multistrato. Da un lato l'integrità è qualcosa di cui una persona è responsabile, d'altro lato l'integrità dipende anche dal comportamento degli altri e dalle condizioni sociali in cui si trova l'individuo. Il termine viene usato soprattutto quando si deve sottolineare che la personalità di un individuo e la sua integrità sono beni fragili e devono essere protetti dagli attacchi esterni. Oltre a questo uso, esiste un secondo significato. L'affermazione che delle singole persone - sono "integre" - significa che queste persone sono "incorruttibili" e posseggono valori profondamente radicati, imprescindibili, ai quali sono ancorati permanentemente e dai quali non possono essere dissuasi.

## Integrità in psicologia
Lo psicologo e neo-freudiano Erik Erikson usa il termine integrità per descrivere l'ultima fase del suo modello di fase psicosociale: la fase della maturità e della tarda età adulta viene descritta come integrità contro la disperazione e il disgusto. È necessario un cosiddetto compito evolutivo dell'uomo nella sua vita più avanzata, per relazionarsi con l'inevitabilità della morte. Solo una vita autentica, basata sull'integrità, che corrisponde ai nostri valori, che ci consente di guardare indietro alla nostra biografia senza amarezza, può quindi "togliere il pungiglione alla morte" e lottare per la vera saggezza.

## Integrità organizzativa
L'integrità organizzativa è un termine delle scienze sociali che descrive l'influenza delle strutture organizzative sull'integrità dei dipendenti.
Un'organizzazione può quindi essere definita integra se i suoi processi formali e informali sono in linea con il sistema di valori sottostante.
L'integrità organizzativa è un tema di interesse primario a seguito degli scandali di corruzioni e dei successivi insabbiamenti avvenuti all'inizio del XXI secolo. Da allora, gli scienziati sociali, tra cui Peter Graeff, hanno messo alla prova le strutture organizzative per indagare le cause della corruzione.
Al fine di misurare l'influenza delle strutture organizzative sul comportamento degli individui, vengono principalmente utilizzati i mezzi di decostruzione analitica.